# 2022 год в театре
2022 год в театре

## События
- Балерина Тамара Рохо заняла пост руководителя труппы «Балет Сан-Франциско».
- В связи с вторжением России на Украину Россию покинули многие деятели театра. Так, Большой театр оставили ведущие солисты балета Ольга Смирнова, Якопо Тисси, Давид Мотта Соарес и хореограф Алексей Ратманский, работавший в тот момент над постановкой балета «Искусство фуги»; Мариинский театр — Ксандер Париш, Виктор Кайшета, супруги Денис и Анастасия Матвиенко, хореограф Илья Живой, дирижёр Гавриэль Гейне; Театр имени Станиславского и Немировича-Данченко — Лаура Фернандес и руководитель балетной труппы Лоран Илер (на его место был экстренно назначен молодой хореограф Максим Севагин). Из Украины уехала прима-балерина Национальной оперы Украины Ана-София Шеллер. Из российских звёзд балета одна лишь Ольга Смирнова высказала публично свою антивоенную позицию.

### Постановки
- 27 января, Музей еврейского наследия[англ.], Нью-Йорк — премьера оперы Рики Яна Гордона[англ.] «Сад Финци-Контини». Либретто Майкла Кори по одноимённому роману Джорджо Бассани, совместная постановка Нью-Йорк сити опера и NYTF[англ.].
- 25 мая, Шведская королевская опера, Стокгольм — премьера балета Сергея Прокофьева «Золушка» в постановке Тамары Рохо. Музыкальный руководитель и дирижёр — Гэвин Сазерленд, оформление и костюмы — Кристиан Лакруа, световые проекции — Тобиас Рилендер. Первые исполнители: Золушка — Мадлен Ву, Принц — Джанмарко Романо.
- 24 октября, Венская опера — премьера балета «Спящая красавица» в постановке Мартина Шлепфера с участием Ю-Джин Кан, Брендона Сэя, Ольги Есиной, Иоанны Авраам и др. К партитуре Чайковского была добавлена минималистичная музыка Джачинто Шельси. В целом, постановка имела негативные отзывы и была прохладно встречена публикой.
- ноябрь, Театр имени Станиславского и Немировича-Данченко — классическую редакцию балета «Щелкунчик» в постановке Василия Вайнонена заменила версия хореографа Юрия Посохова, созданная для «Балета Атланты» в 2018 году[1][2][3].

### Фестивали и конкурсы
- 2 ноября — в девятый раз проводился Международный день балета[англ.]. В официальной интернет-трансляции участвовало более 60 балетных трупп со всего мира — 25 европейских, 25 американских, 12 азиатских и 2 африканские. Основными участниками традиционно выступили английский Королевский балет и Австралийский балет. Большой театр, участвовавший в мероприятии начиная с первой трансляции 2014 года, был исключён из списка участников в связи с вторжением России на Украину, однако также провёл двухчасовой стрим на своём ютьюб-канале.

## Деятели театра
- «Танцовщиком года» по версии журнала Dance Europe была объявлена Ольга Смирнова (Национальный балет Нидерландов).